# Рудолф II фон Андлау
Рудолф II фон Андлау (на немски: Rudolf II von Andlau; * 1250; † сл. 1307) е благородник от род „Андлау“ от Долен Елзас/Гранд Ест.
Той е син на Еберхард II фон Андлау (* 1220; † 9 септември 1264) и съпругата му Аделхайд фон Флекенщайн (* 1225; † сл. 1267), дъщеря на Хайнрих I фон Флекенщайн († сл. 27 февруари 1259) и Кунигунда фон Барендорф. Внук е на Еберхард I фон Андлау († сл. 1227) и Гертруд († сл. 1227).  Брат е на Еберхард III фон Андлау († сл. 1313), баща на Рудолф III фон Андлау († 
1354/1357).
Между 1246 и 1264 г. господарите фон Андлау построяват замък „Бург Хох-Андлау“ на 451 m над град Андлау, който остава тяхна собственост до Френската революция (1789 – 1799).

## Деца
Рудолф II фон Андлау има един син:
- Петер I фон Андлау († пр. 5 декември 1335); баща на:
  - Хайнрих IV фон Андлау († пр. 13 април 1353), женен пр. 7 май 1340 г. за Гертруд фон Трухтерсхайм († сл. 1346), дъщеря на Йохан фон Трухтерсхайм и Ида Цолер; имат син:
    - Хайнрих VII (Щолцман) фон Андлау († 1426),баща на:
      - Валтер II фон Андлау († 1433), годсподар на Бутенхайм в Елзас.